# Kristinn Steindórsson
Kristinn Steindórsson, 29 april 1990, är en isländsk fotbollsspelare (mittfältare) som bland annat har spelat för GIF Sundsvall och Halmstads BK.
I december 2015 värvades Steindórsson av GIF Sundsvall, där han skrev på ett treårskontrakt. Efter säsongen 2017 kom han och klubben överens om att bryta kontraktet.